# Museum voor Moderne Kunst (Uehara)
Het Museum voor Moderne Kunst in Uehara (上原近代美術館, Uehara kindai bijutsukan) is een museum voor Moderne kunst in Shimoda, prefectuur Shizuoka, Japan.
Het museum opende in het jaar 2000 om te collectie van Uehara Shōji van Taisho Pharmaceutical een plek te geven. De collectie bevat werken van Corot, Monet, Cézanne, Renoir, Fujishima Takeji en Kishida Ryūsei.